# Liste der Nummer-eins-Hits in den USA (1948)
Dies ist eine Liste der Nummer-eins-Hits in den von Billboard ermittelten Best-Sellers-in-Stores-Charts (Verkaufscharts) in den USA im Jahr 1948. In diesem Jahr gab es zehn Nummer-eins-Singles und zwölf Nummer-eins-Alben.

## Singles
| ← 1947 ← | Liste der Nummer-eins-Hits in den USA | Liste der Nummer-eins-Hits in den USA           | Liste der Nummer-eins-Hits in den USA                                 | 1949 →                    |
| \| Zeitraum \| Wo. ges. \| Interpret \| Titel Autor(en) \| Zusätzliche Informationen \| \| (Zeitraum, Wochen auf Platz eins, Interpret, Titel, Autor[en], zusätzliche Informationen) \| \| \| \| \| \| ----------------------------------------------------------------------------------------- \| -------- \| ----------------------------------------------- \| ------------------------------------------------------------------------ \| ------------------------- \| \| 13. Dezember 1947 – 20. Februar 1948 10 Wochen (insgesamt 10) \| 10 \| Vaughn Monroe & His Orchestra \| Ballerina[1] Bob Russell, Carl Sigman \| - \| \| 21. Februar 1948 – 12. März 1948 3 Wochen (insgesamt 3) \| 3 \| Art Mooney & His Orchestra \| I’m Looking Over a Four Leaf Clover[2] Harry MacGregor Woods, Mort Dixon \| - \| \| 13. März 1948 – 14. Mai 1948 9 Wochen (insgesamt 9) \| 9 \| Peggy Lee with Dave Barbour & The Brazilians \| Mañana (Is Soon Enough for Me)[3] Dave Barbour, Peggy Lee \| - \| \| 15. Mai 1948 – 2. Juli 1948 7 Wochen (insgesamt 7) \| 7 \| Nat King Cole with Frank De Vol & his Orchestra \| Nature Boy[4] Eden Ahbez \| - \| \| 3. Juli 1948 – 13. August 1948 6 Wochen (insgesamt 6) \| 6 \| Kay Kyser & his Orchestra with Gloria Wood \| The Woody Woodpecker Song[5] George Tibbles, Ramey Idriss \| - \| \| 14. August 1948 – 27. August 1948 2 Wochen (insgesamt 2) \| 2 \| Al Trace & his New Orchestra \| You Call Everybody Darlin’[6] Ben Trace, Clem Watts, Sam Martin \| - \| \| 28. August 1948 – 8. Oktober 1948 6 Wochen (insgesamt 8) \| 8 \| Pee Wee Hunt & his Orchestra \| Twelfth Street Rag[7] Euday L. Bowman \| - \| \| 9. Oktober 1948 – 22. Oktober 1948 2 Wochen (insgesamt 2) \| 2 \| Margaret Whiting & Orchestra \| A Tree in the Meadow[8] Billy Reid \| - \| \| 23. Oktober 1948 – 5. November 1948 2 Wochen (insgesamt 8) \| 8 \| Pee Wee Hunt & his Orchestra \| Twelfth Street Rag Euday L. Bowman \| - \| \| 6. November 1948 – 7. Januar 1949 9 Wochen (insgesamt 10) \| 10 \| Dinah Shore & Her Happy Valley Boys \| Buttons and Bows[9] Jay Livingston, Ray Evans \| - \| |                                       |                                                 |                                                                       |                           |
| ← 1947 |                                       |                                                 |                                                                       | → 1949 →                  |
| Zeitraum | Wo. ges.                              | Interpret                                       | Titel Autor(en)                                                       | Zusätzliche Informationen |
| (Zeitraum, Wochen auf Platz eins, Interpret, Titel, Autor[en], zusätzliche Informationen) |                                       |                                                 |                                                                       |                           |
| 13. Dezember 1947 – 20. Februar 1948 10 Wochen (insgesamt 10) | 10                                    | Vaughn Monroe & His Orchestra                   | Ballerina Bob Russell, Carl Sigman                                    | -                         |
| 21. Februar 1948 – 12. März 1948 3 Wochen (insgesamt 3) | 3                                     | Art Mooney & His Orchestra                      | I’m Looking Over a Four Leaf Clover Harry MacGregor Woods, Mort Dixon | -                         |
| 13. März 1948 – 14. Mai 1948 9 Wochen (insgesamt 9) | 9                                     | Peggy Lee with Dave Barbour & The Brazilians    | Mañana (Is Soon Enough for Me) Dave Barbour, Peggy Lee                | -                         |
| 15. Mai 1948 – 2. Juli 1948 7 Wochen (insgesamt 7) | 7                                     | Nat King Cole with Frank De Vol & his Orchestra | Nature Boy Eden Ahbez                                                 | -                         |
| 3. Juli 1948 – 13. August 1948 6 Wochen (insgesamt 6) | 6                                     | Kay Kyser & his Orchestra with Gloria Wood      | The Woody Woodpecker Song George Tibbles, Ramey Idriss                | -                         |
| 14. August 1948 – 27. August 1948 2 Wochen (insgesamt 2) | 2                                     | Al Trace & his New Orchestra                    | You Call Everybody Darlin’ Ben Trace, Clem Watts, Sam Martin          | -                         |
| 28. August 1948 – 8. Oktober 1948 6 Wochen (insgesamt 8) | 8                                     | Pee Wee Hunt & his Orchestra                    | Twelfth Street Rag Euday L. Bowman                                    | -                         |
| 9. Oktober 1948 – 22. Oktober 1948 2 Wochen (insgesamt 2) | 2                                     | Margaret Whiting & Orchestra                    | A Tree in the Meadow Billy Reid                                       | -                         |
| 23. Oktober 1948 – 5. November 1948 2 Wochen (insgesamt 8) | 8                                     | Pee Wee Hunt & his Orchestra                    | Twelfth Street Rag Euday L. Bowman                                    | -                         |
| 6. November 1948 – 7. Januar 1949 9 Wochen (insgesamt 10) | 10                                    | Dinah Shore & Her Happy Valley Boys             | Buttons and Bows Jay Livingston, Ray Evans                            | -                         |

## Alben
| ← 1947 ← | Liste der Nummer-eins-Alben in den USA | Liste der Nummer-eins-Alben in den USA                                                                      | Liste der Nummer-eins-Alben in den USA | 1949 →                    |
| \| Zeitraum \| Wo. ges. \| Interpret \| Titel \| Zusätzliche Informationen \| \| (Zeitraum, Wochen auf Platz eins, Interpret, Titel, zusätzliche Informationen) \| \| \| \| \| \| ------------------------------------------------------------------------------ \| -------- \| ----------------------------------------------------------------------------------------------------------- \| ---------------------------------- \| ------------------------- \| \| 27. Dezember 1947 – 9. Januar 1948 2 Wochen (insgesamt 35) \| 35 \| Bing Crosby \| Merry Christmas \| - \| \| 10. Januar 1948 – 16. Januar 1948 1 Woche (insgesamt 10) \| 10 \| Al Jolson \| Souvenir Album \| - \| \| 17. Januar 1948 – 23. Januar 1948 1 Woche (insgesamt 6) \| 6 \| Glenn Miller & His Orchestra \| Masterpieces Vol. II \| - \| \| 24. Januar 1948 – 30. Januar 1948 1 Woche (insgesamt 1) \| 1 \| Dorothy Shay \| Dorothy Shay Goes to Town \| - \| \| 31. Januar 1948 – 27. Februar 1948 4 Wochen (insgesamt 6) \| 6 \| Glenn Miller & His Orchestra \| Masterpieces Vol. II \| - \| \| 28. Februar 1948 – 19. März 1948 3 Wochen (insgesamt 3) \| 3 \| Perry Como \| A Sentimental Date With Perry[10] \| - \| \| 20. März 1948 – 2. April 1948 2 Wochen (insgesamt 2) \| 2 \| Bing Crosby \| St. Patrick’s Day \| - \| \| 3. März 1948 – 14. Mai 1948 10 Wochen (insgesamt 6) \| 6 \| Vaughn Monroe \| Down Memory Lane \| - \| \| 15. Mai 1948 – 21. Mai 1948 1 Woche (insgesamt 1) \| 1 \| The Three Suns \| Busy Fingers[11] \| - \| \| 22. Mai 1948 – 28. Mai 1948 1 Woche (insgesamt 1) \| 1 \| Carmen Cavallaro \| Songs of Our Times - 1932 \| - \| \| 29. Mai 1948 – 23. Juli 1948 8 Wochen (insgesamt 8) \| 8 \| Stan Kenton \| A Presentation of Progressive Jazz \| - \| \| 24. Juli 1948 – 15. Oktober 1948 12 Wochen (insgesamt 14) \| 14 \| Al Jolson \| Al Jolson Vol. 3 \| - \| \| 16. Oktober 1948 – 22. Oktober 1948 1 Woche (insgesamt 3) \| 3 \| Tommy Dorsey, Sammy Kaye, Tex Beneke, Larry Green, Vaughn Monroe, Freddy Martin, Wayne King, The Three Suns \| Theme Songs \| - \| \| 23. Oktober 1948 – 5. November 1948 2 Wochen (insgesamt 14) \| 14 \| Al Jolson \| Al Jolson Vol. 3 \| - \| \| 6. November 1948 – 19. November 1948 2 Wochen (insgesamt 3) \| 3 \| Tommy Dorsey, Sammy Kaye, Tex Beneke, Larry Green, Vaughn Monroe, Freddy Martin, Wayne King, The Three Suns \| Theme Songs \| - \| \| 20. November 1948 – 21. Januar 1949 9 Wochen (insgesamt 35) \| 35 \| Bing Crosby \| Merry Christmas \| - \| |                                        | |                                        |                           |
| ← 1947 |                                        | |                                        | → 1949 →                  |
| Zeitraum | Wo. ges.                               | Interpret                                                                                                   | Titel                                  | Zusätzliche Informationen |
| (Zeitraum, Wochen auf Platz eins, Interpret, Titel, zusätzliche Informationen) |                                        | |                                        |                           |
| 27. Dezember 1947 – 9. Januar 1948 2 Wochen (insgesamt 35) | 35                                     | Bing Crosby                                                                                                 | Merry Christmas                        | -                         |
| 10. Januar 1948 – 16. Januar 1948 1 Woche (insgesamt 10) | 10                                     | Al Jolson                                                                                                   | Souvenir Album                         | -                         |
| 17. Januar 1948 – 23. Januar 1948 1 Woche (insgesamt 6) | 6                                      | Glenn Miller & His Orchestra                                                                                | Masterpieces Vol. II                   | -                         |
| 24. Januar 1948 – 30. Januar 1948 1 Woche (insgesamt 1) | 1                                      | Dorothy Shay                                                                                                | Dorothy Shay Goes to Town              | -                         |
| 31. Januar 1948 – 27. Februar 1948 4 Wochen (insgesamt 6) | 6                                      | Glenn Miller & His Orchestra                                                                                | Masterpieces Vol. II                   | -                         |
| 28. Februar 1948 – 19. März 1948 3 Wochen (insgesamt 3) | 3                                      | Perry Como                                                                                                  | A Sentimental Date With Perry          | -                         |
| 20. März 1948 – 2. April 1948 2 Wochen (insgesamt 2) | 2                                      | Bing Crosby                                                                                                 | St. Patrick’s Day                      | -                         |
| 3. März 1948 – 14. Mai 1948 10 Wochen (insgesamt 6) | 6                                      | Vaughn Monroe                                                                                               | Down Memory Lane                       | -                         |
| 15. Mai 1948 – 21. Mai 1948 1 Woche (insgesamt 1) | 1                                      | The Three Suns                                                                                              | Busy Fingers                           | -                         |
| 22. Mai 1948 – 28. Mai 1948 1 Woche (insgesamt 1) | 1                                      | Carmen Cavallaro                                                                                            | Songs of Our Times - 1932              | -                         |
| 29. Mai 1948 – 23. Juli 1948 8 Wochen (insgesamt 8) | 8                                      | Stan Kenton                                                                                                 | A Presentation of Progressive Jazz     | -                         |
| 24. Juli 1948 – 15. Oktober 1948 12 Wochen (insgesamt 14) | 14                                     | Al Jolson                                                                                                   | Al Jolson Vol. 3                       | -                         |
| 16. Oktober 1948 – 22. Oktober 1948 1 Woche (insgesamt 3) | 3                                      | Tommy Dorsey, Sammy Kaye, Tex Beneke, Larry Green, Vaughn Monroe, Freddy Martin, Wayne King, The Three Suns | Theme Songs                            | -                         |
| 23. Oktober 1948 – 5. November 1948 2 Wochen (insgesamt 14) | 14                                     | Al Jolson                                                                                                   | Al Jolson Vol. 3                       | -                         |
| 6. November 1948 – 19. November 1948 2 Wochen (insgesamt 3) | 3                                      | Tommy Dorsey, Sammy Kaye, Tex Beneke, Larry Green, Vaughn Monroe, Freddy Martin, Wayne King, The Three Suns | Theme Songs                            | -                         |
| 20. November 1948 – 21. Januar 1949 9 Wochen (insgesamt 35) | 35                                     | Bing Crosby                                                                                                 | Merry Christmas                        | -                         |